# Coltauco
Coltauco – miasto w Chile, w regionie O’Higgins, w prowincji Cachapoal.